# 池未来実
池 未来実（いけ くるみ、2005年7月14日 - ）は、日本のファッションモデル。大阪府出身。エイベックス・マネジメント所属。

## 略歴
第21回ニコラモデルオーディションでグランプリを受賞し、ニコラ専属モデル（ニコモ）となる。同誌2017年10月号に初登場、2020年6月号で初表紙を飾る。
2019年、「劇団壱劇屋」の『Pickaroon!』が初舞台。池が演じる記憶をなくした少女とそれを取り巻く7人の盗賊の話が繰り広げられた。
2020年、「テレビ大阪」公式ユーチューブチャンネルの宣伝動画企画『ニュースター発掘!わたし見つけてほしいんです』で、胸がキュンとする愛の告白シーンを自作自演した。
2021年、AbemaTVの高校生による恋愛リアリティーショー番組『今日、好きになりました。』鈴蘭編に出演する。

## 人物
- ｢a-nation2019｣に参加し、「avex artist academy」によるオープニングアクトに出演する。私服で集合写真を撮ることになり、際立つガーリーさの白ワンピースドレス姿に恥じらう[9][10][11]。
- 生見愛瑠によるワークショップに参加し、ファッションモデルについて学んだ。[12]
- 紀平梨花のフィギュアスケートNHK杯優勝の報に接し、祝意を表すとともに、紀平との交友を回顧した[13]。
- グアムを訪れ、パラセイリングを楽しむが、その後、船酔いで寝込む[14]。

## 出演

### ネット番組
- 今日、好きになりました。 鈴蘭編（2021年5月10日 - 、AbemaTV）[15][8][16]

### 舞台
- Pickaroon!（作・演出：竹村晋太朗、2019年7月5日 - 7日、ABCホール/2019年7月26日 - 29日、シアターグリーン BIG TREE THEATER）[17][18]

### PV
- マルシィ「プラネタリウム」(2021年8月11日)

## 書籍

### 雑誌
- nicola（2017年10月号 - 、新潮社） - 専属モデル[8][1]